# Теодор Брантнер
Теодор Брантнер (нім. Theodor Brantner; 15 листопада 1882, Гроссфельд, Моравія — 15 грудня 1964, Відень) — австрійський і німецький офіцер, генерал кавалерії. 

## Біографія
18 серпня 1903 року поступив на службу в 3-й уланський полк. В 1907 році поступив у Віденське військове училища. Учасник Першої світової війни. В 1918 році переведений у генштаб, начальник штабу 4-ї кавалерійської дивізії. В 1919-20 роках служив у народному ополченні Нижньої Австрії. З 1 липня 1920 року — у Федеральному військовому міністерстві. З 1 листопада 1926 року — начальник штабу 1-ї бригади, з 1 січня 1929 року — військового інспектора. З 1 серпня 1931 року —  посадовець Президентського бюро Федерального військового міністерства (потім — міністерство оборони). З 1 лютого 1934 року — одночасно голова 1-го відділу Федерального міністерства оборони. 30 вересня 1936 року вийшов у відставку. 15 березня 1938 року поступив на службу у вермахт, офіцер для особливих доручень при головнокомандувачі армією. 31 травня вийшов у відставку. Наступного дня переданий у розпорядження армії, проте жодних призначень не отримав. В 1943 році остаточно вийшов у відставку. 

## Звання
- Лейтенант (18 серпня 1903)
- Обер-лейтенант
- Ротмістр (1 листопада 1912)
- Майор (1 серпня 1917)
- Оберст-лейтенант (1 січня 1920)
- Титулярний оберст (28 червня 1923)
- Оберст (1 вересня 1924)
- Генерал-майор (27 січня 1930)
- Генерал піхоти (29 січня 1934)
- Генерал кавалерії (2 листопада 1934)
- Генерал кавалерії на дійсній службі (1 червня 1940)

## Нагороди
- Ювілейний хрест (1908)
- Пам'ятний хрест 1912/13
- Бронзова і срібна медаль «За військові заслуги» (Австро-Угорщина)
- Хрест «За військові заслуги» (Австро-Угорщина) 3-го класу з військовою відзнакою
- Орден Залізної Корони 3-го класу з військовою відзнакою і мечами
- Орден Леопольда (Австрія), лицарський хрест з військовою відзнакою і мечами
- Військовий Хрест Карла
- Залізний хрест 2-го класу (Німецька імперія)
- Військова медаль (Османська імперія)
- Пам'ятна військова медаль (Австрія) з мечами
- Орден Заслуг (Угорщина) 1-го класу
- Почесний знак «За заслуги перед Австрійською Республікою»
  - Великий срібний знак
  - Великий знак
- Хрест «За вислугу років» (Австрія) 2-го класу для офіцерів (25 років) (жовтень 1934)
- Орден Заслуг (Австрія), командорський хрест із зіркою (жовтень 1936)
- Почесний хрест ветерана війни з мечами